# Oberonia mannii
Oberonia mannii är en orkidéart som beskrevs av Joseph Dalton Hooker. Oberonia mannii ingår i släktet Oberonia och familjen orkidéer. Inga underarter finns listade i Catalogue of Life.